# Хоршам
Хоршам (енгл. Horsham) је град у Уједињеном Краљевству у Енглеској. Према процени из 2007. у граду је живело 52.087 становника.

## Становништво
Према процени, у граду је 2008. живело 52.087 становника.
| 1981.  | 1991.  | 2001.  |
| ------ | ------ | ------ |
| 38,356 | 42,552 | 47,804 |